# Muchas Gracias
Muchas Gracias era una revista d'humor editada a Barcelona entre 1974 i 1975. La particularitat d'aquesta revista és que tan sols apareixia al quiosc quan les autoritats prohibien la difusió de la revista Por Favor. Aleshores, la redacció i els col·laboradors de Por Favor confeccionaven Muchas Gracias. Va aparèixer per primer cop l'estiu de 1974, quan Por Favor fou suspesa durant quatre mesos. Com a director constava Miquel Villagrasa, i els col·laboradors eren pràcticament els mateixos de Por Favor: Perich, Vázquez Montalbán, Maruja Torres, Cesc, Juan Marsé, Martínmorales, Antonio Álvarez-Solís, Antonio Fraguas de Pablo, Josep Martí Gómez... La segona època s'encetà el 19 de març de 1975, i la darrera època fou l'estiu del 76 (on gairebé en tots els números va col·laborar Josep Maria Beà amb el pseudònim NORTON), quan una nova suspensió governativa deixà un altre cop fora de joc Por Favor.